# Église luthérienne de Tsarskoïe Selo
L'église de la Résurrection est l'église luthérienne de la municipalité de Tsarskoïe Selo (ou Pouchkine) appartenant à l'agglomération de Saint-Pétersbourg et située à 25 kilomètres de la « capitale du nord ». Elle appartient aujourd'hui à l'Église luthérienne-évangélique d'Ingrie en Russie.

## Historique
C'est en 1818 qu'est construite à côté une église de bois luthérienne en style Empire (dénomination du style néoclassique dans l'Empire russe), dédiée à la Transfiguration du Christ et consacrée le 13 octobre 1818. La communauté luthérienne de Tsarskoïe Selo délègue le directeur du lycée, E.A. Engelhardt et le professeur Gnichtel en 1860 pour demander la permission de faire construire une nouvelle église à côté de l'ancienne qui montrait des signes de délabrement. Cette nouvelle église de briques et de pierres en style néogothique est consacrée le 17 avril 1865 et dédiée à la Résurrection du Sauveur. Une école paroissiale est construite à côté, dépendant du ministère de l'Intérieur. Les instituteurs reçoivent quatre roubles par mois.
Le culte est célébré jusqu'en 1931 en allemand, estonien et finnois. Cependant les tracasseries administratives ont commencé en 1923, et des persécutions se sont intensifiées à l'égard des paroissiens, comme pour ceux des autres confessions. En 1930, une partie de l'église est transformée en foyer pour ouvriers. Elle est fermée le 5 décembre 1931 sur décision du comité politique local.
Une Kommandantur de la Gestapo y prend ses quartiers pendant l'occupation de la ville par les Allemands, à l'époque du terrible siège de Léningrad. Après la guerre, une auto-école s'y installe.
L'église revient à la communauté luthérienne en 1977 et est consacrée le 11 novembre de la même année sous le nom de la Résurrection du Christ. Jusqu'en 1988, le culte n'était célébré qu'en finnois et ensuite en plus en allemand et en russe. 

## Pasteurs de la paroisse

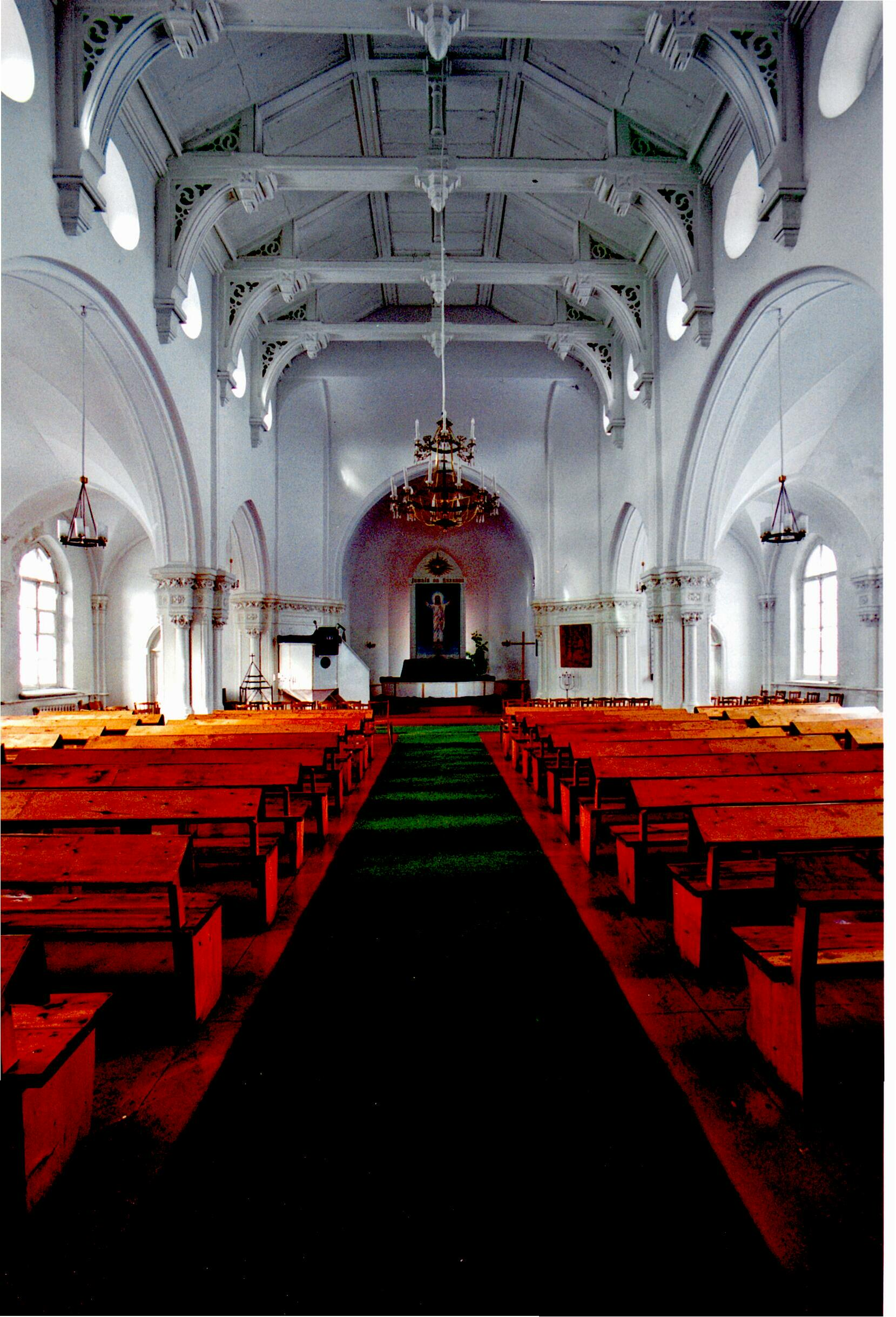
Intérieur de l'église

- 1818-1823, Christian Friedrich Gnichtel
- 1824-1850, Peter Gustav von Avenarius
- 1851-1867, Avgust Wilhelm Fechter
- 1869-1902, Nikolai Dobbert
- 1903-1922, Gustav Beermann
- 1922-1927, Otto Schnackenburg (1882-1937)
- 1929-1930, Friedrich Wacker (1886-1941)
- 1977-1981, Harri Mõtsnik
- 1981-1989, Tiit Salumäe
- 1989-1990, Arvo Survo
- 1990-1992, Vladimir Blaguinine
- 1993-1997, Viktor Golovine
- 2003-, Fiodor Toulynine

## Architecture

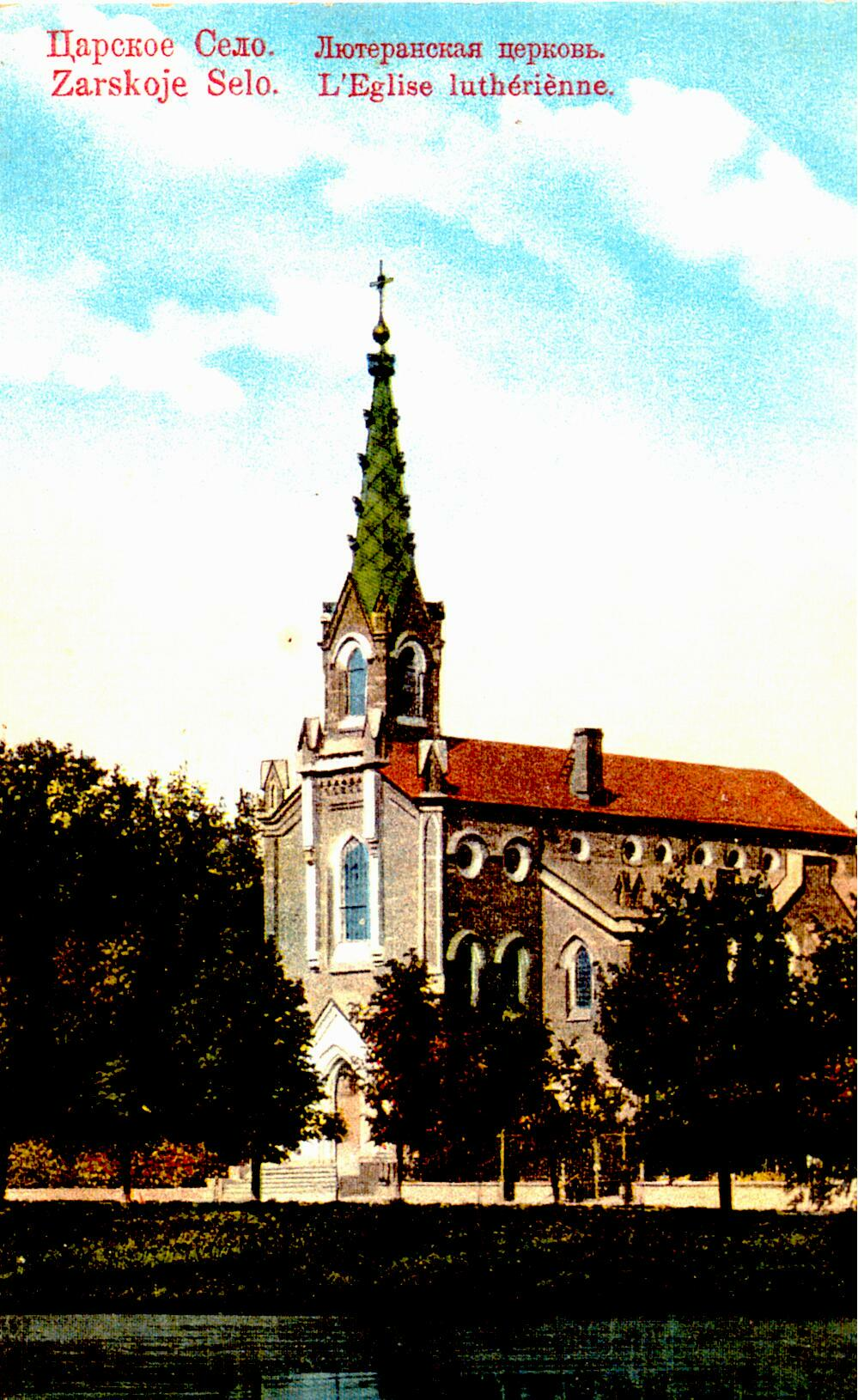
Carte postale de l'église vers 1900

L'église est construite en pierres recouverte de briques, en style néogothique anglais, par l'architecte A.F. Vidov. Elle est surmontée d'une flèche avec une croix. L'orgue est installé en 1889, de la firme E.F. Wacker.
La façade mesure 32,31 mètres de haut avec la toiture, le clocher 17,55 mètres. 

## Source
- (ru) Cet article est partiellement ou en totalité issu de l’article de Wikipédia en russe intitulé « Пушкинская кирха » (voir la liste des auteurs).